# インディチャンプ
インディチャンプ（英語: Indy Champ、2015年2月21日 - ）は、日本の競走馬。主な勝ち鞍は2019年の安田記念(GI)、マイルチャンピオンシップ(GI)、東京新聞杯(GIII)、2020年のマイラーズカップ(GII)。
馬名の意味は「インディカーの年間王者に輝いた、母親と同名のレーサーにちなんで」。

## 戦績

### デビュー前
2015年2月21日に北海道安平町のノーザンファームで誕生。一口馬主法人「シルクホースクラブ」から総額3,500万円（1口7万円×500口）で募集された。育成はノーザンファーム空港牧場のA1厩舎で行われた。A1厩舎への移動自体も他の育成馬よりは遅く、調教を進めると疲れが出るなど、順調にトレーニングが行えない時期もあった。しかし、厩舎スタッフの「急いでも仕方ない」との考えからじっくりと育成され、次第に良い動きを見せるようになる。

### 2歳（2017年）
栗東・音無秀孝厩舎に入厩。2017年12月28日の阪神芝1400mの新馬戦で鞍上松若風馬でデビュー。12月20日の追い切りでは坂路で4ハロン52秒4、ラスト1ハロン12秒7の好時計を計測し、同年の皐月賞3着馬ダンビュライトと互角の走りを見せた。レースでは単勝1.5倍の断然人気に支持されると、先行抜け出しの競馬で2着アモーレジョディーをクビ差退け、新馬勝ちする。

### 3歳（2018年）
2戦目(3歳500万下）の最終追い切りでは同厩舎の実力馬ミッキーロケットと併せて馬なりで先着し、ミッキーロケットに騎乗していた和田竜二を驚嘆させている。レースでは出遅れて最後方からの競馬となるも、直線で鋭い瞬発力を発揮して一気に全馬を抜き去ってデビュー2連勝を飾った。
次戦の毎日杯には同じく2戦2勝のブラストワンピースに次ぐ2番人気で出走。序盤で折り合いを欠いて後方に下がり、直線で馬群を縫うように追い込むも3着止まりで初の敗戦を喫した。マイルに距離を戻したアーリントンカップでは過去2戦とは異なって先行策をとるが、最後に失速して4着に終わる。春の重賞2戦で賞金加算に失敗したことで、目標としていたNHKマイルカップへの出走は叶わなかった。
6月16日の小豆島特別(1000万下)で福永祐一が初騎乗する。結果は逃げたエイシンティンクルを僅かに捉えられず2着となるが、福永はレース後に厩務員に対して「この馬、走るわ。ずっと乗り続けたい」と話し、手応えを感じ取っていた。翌月の有松特別(1000万下)を勝利し、休養に入る。

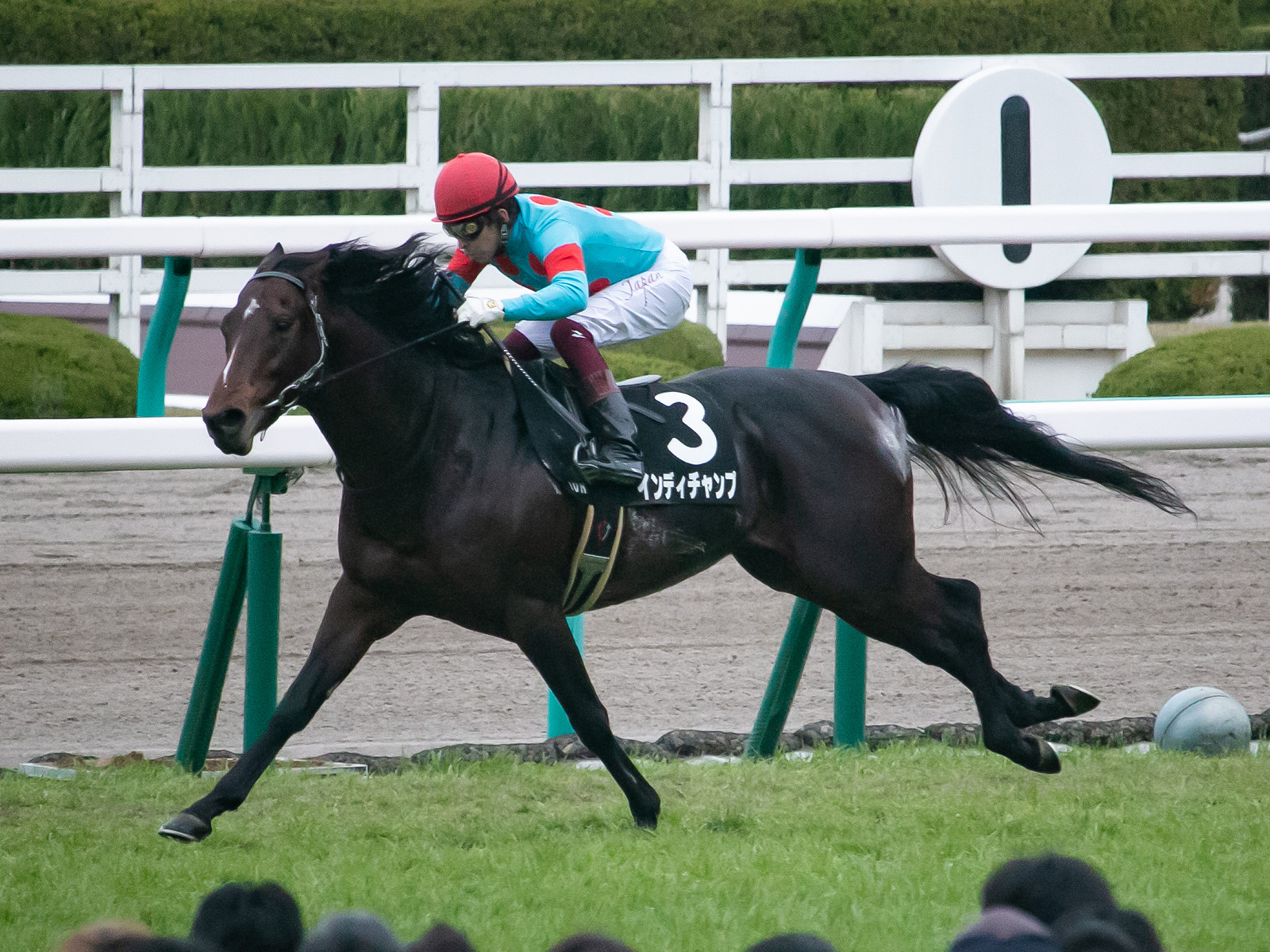
元町ステークス出走時
（2018年12月16日、阪神競馬場）

12月16日の元町ステークス(1600万下)で復帰。後方待機から直線で軽く仕掛けられると鋭い末脚を発揮し、3馬身差の楽勝でオープン入りする。福永はレース後のコメントで「来年はこの馬で一緒にGIに行けたらと思っている馬です。これからが楽しみです」と期待を述べた。

### 4歳（2019年）
古馬初戦の東京新聞杯では重賞未勝利の身ながら1番人気に支持される。スタートではタイミングが合わずに出遅れるも、リカバーに成功して中団からレースを進める。直線に入っても手応えがよく、鞍上の想定よりも早めに先頭に立ってしまったことでソラを使ってしまうが、追い上げてきた2着レッドオルガを半馬身差抑えて優勝。レース後、福永は「まだ伸びしろがあります。GIで期待していた馬ですが、その期待が確信に変わるレースでした」とコメントした。
続く2戦目のマイラーズカップでは同期の2歳王者ダノンプレミアムに次ぐ2番人気に推されるも、道中イレ込んで折り合いを欠き、直線では出走馬中2位タイの上がり3ハロン32秒1の末脚で追い込むも4着に敗れた。

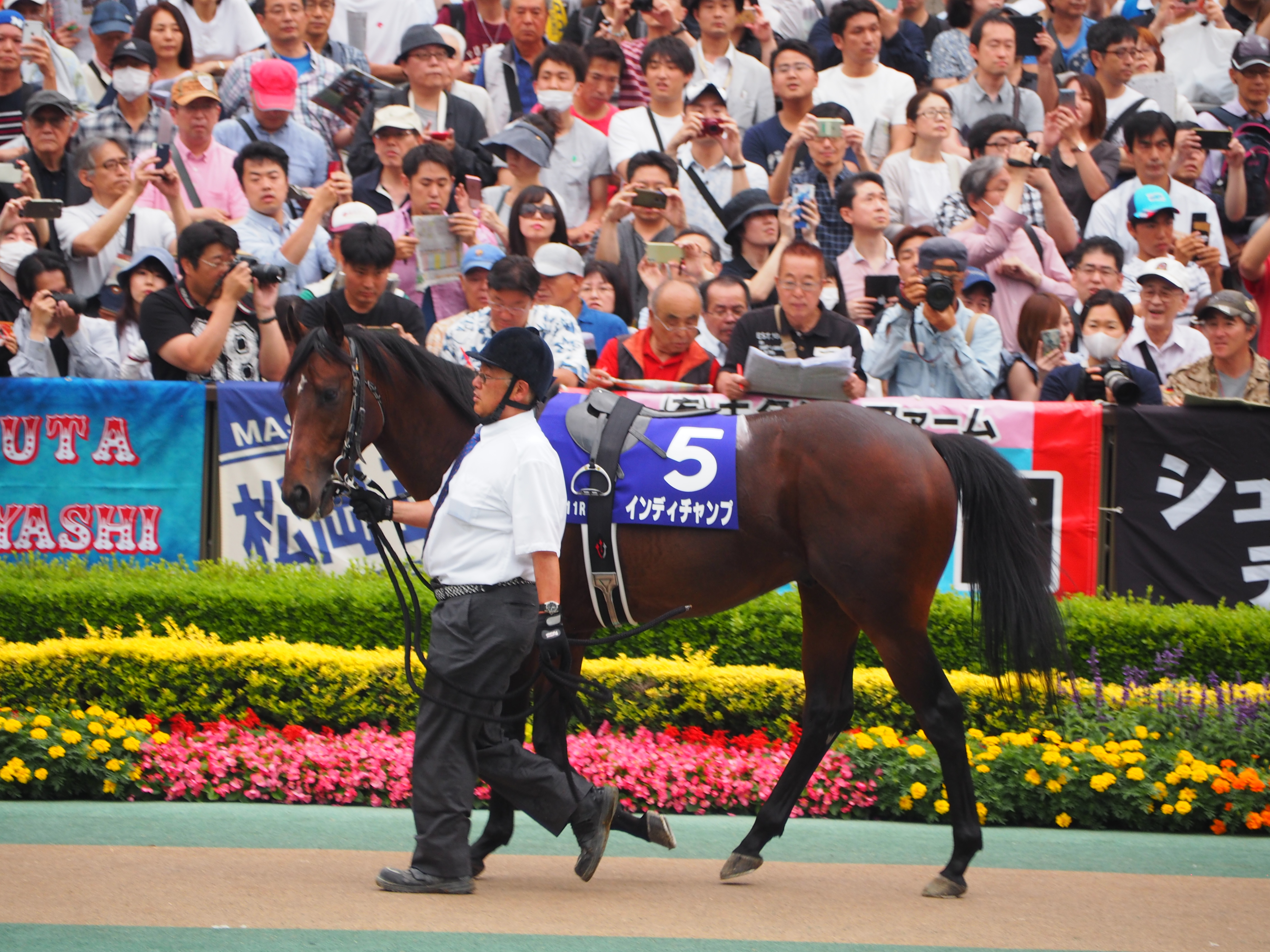
第69回安田記念パドック
（2019年6月2日、東京競馬場）

ノーザンファームしがらきへの短期放牧を経て春の大一番、安田記念に出走。体重の増減こそ無かったものの、軽めの調整で太め残りだった前走とは異なり、一週前から坂路で強めの負荷がかけられ、状態は上向いていた。連勝中のアーモンドアイと前出のダノンプレミアムが2強として人気を集める中、同馬も4番人気に支持される。好ダッシュから3～5番手で道中を進み、直線に向くと馬場の真ん中に進路をとって追い出しを開始。逃げ粘るアエロリットをゴール手前でかわすと同時に、大外を上がり最速で追い込んできたアーモンドアイの強襲をしのぎ切りGI初制覇。レース後、鞍上の福永は「馬の状態も良かったですし、自分がきちんと騎乗すればいい勝負ができると思っていましたが、期待以上に馬がよく応えてくれました」と同馬を讃えた。（詳細は第69回安田記念を参照）
秋は毎日王冠から始動。GI馬5頭が集まる中、3番人気に支持される。好スタートから2番手で道中を進み、直線では逃げるアエロリットに馬なりで並びかけて一時は先頭に立つ姿を見せるも追い比べになってからやや伸び脚を欠き3着に敗れた。福永はスタートや折り合いについて「成長を感じる」とコメントしたが、音無師は「太かった（プラス6キロ）こともあるけど、いったん先頭に立ちながら何もできないまま3着に終わったのは距離が長かったんだろう」と距離を敗因に挙げた。（詳細は第70回毎日王冠を参照）
続いて出走したマイルチャンピオンシップには前走まで7戦連続でコンビを組んだ福永祐一が騎乗停止処分を受けたため、池添謙一とのコンビで挑んだ。一週前の追い切りでサンライズノヴァを4馬身突き放すなど状態は前走の時と比べて格段に向上。3番人気で迎えた同レースでは好位5番手を追走。直線前半では馬場の中央から外の1番人気ダノンプレミアムに馬なりで並びかけると、ラスト1ハロンで一気に突き放して勝利。春の安田記念に続いてGI連勝となり、2015年のモーリス以来史上7頭目となる同一年春秋マイルGI制覇を果たした。
マイルチャンピオンシップに先立って香港ジョッキークラブからの招待を受諾していたインディチャンプは、ビューティージェネレーションやワイククなどマイルの強豪が集った第29回香港マイルに予定通り参戦。鞍上には本年が日本競馬初参戦ながら滞在2ヶ月でGI/JpnI競走3勝を含む重賞7勝のダミアン・レーンを迎えた。香港到着時には「イレ込みが目立った」という本馬はスタートで出遅れ最後方からの競馬に。道中はインから位置取りを押し上げるも、馬群に包まれながら迎えた直線では内から抜けることも外に出すこともできずに進路を失う。残り1ハロンを切ってようやく開いた内に突っ込んだものの末脚が振るわず7着に敗れた。レーンは「ゲートに入ったら少しナーバスになっていた」とコメント、音無師は「これにめげず海外を制したい」と今後の挑戦に意欲を見せた。

### 5歳（2020年）
中山記念に出走。1枠1番から終始中団の内を進むと、最後の直線でメンバー中上がり2位の末脚で追い上げるも、4着に終わった。
続くマイラーズカップでは1番人気に推されると、本番も直線で抜群の手応えで外に持ち出し、そのまま優勝。メンバー中唯一のGI馬の貫禄を見せ、重賞4勝目を手にした。
続いて連覇を狙う安田記念に参戦。先のヴィクトリアマイルを圧勝し、史上初の芝GI8勝目の記録がかかるアーモンドアイが昨年同様、圧倒的人気を背負う中、自身はそれに続く2番人気の支持を受けた。レースはアーモンドアイが出遅れを喫する中、自身は中団のインからレースを進め、直線では進路を内に切り替えながらスパートをかけたが、勝ち馬グランアレグリアとの差は縮まらず、最後は出遅れたアーモンドアイにも交わされ3着。安田記念連覇とはならなかった。（詳細は第70回安田記念を参照）
5か月の休み明け、ぶっつけ本番で連覇を狙うことなったマイルチャンピオンシップは前年とは違い、阪神競馬場での代替開催となる。まずますのスタートを決め、グランアレグリアを前に見る絶好の位置から手応えよく直線を迎えると、馬場の真ん中から堂々と抜け出しゴールに迫るも、勝ち馬の瞬発力が一枚上となり、3/4馬身及ばす2着。ダイワメジャー以来となる連覇とはならなかった。次走、阪神カップは1.5倍と抜けた人気となるが、道中中団やや後方から上がり最速で追い込むも3着に敗れる。

### 6歳（2021年）
年が明け、前走と同じ舞台の阪急杯に出走、人気はレシステンシア、ダノンファンタジーとの三つ巴のなか3番人気となるがレコードで勝利したレシステンシアに0.4秒遅れた4着に敗れる。その後は初の1200m戦となる高松宮記念を選択、中団から直線馬群の間を割って追い込むもダノンスマッシュ、レシステンシアにクビ差、クビ差の3着に入る。続く安田記念は5番手からレースを進め直線早めに抜け出したが後続に交わされ4着に敗れた。5か月半ぶり、直行で挑んだマイルチャンピオンシップは中団やや前から最後までしぶとく脚を伸ばし続けたが4着に敗れた。そして引退レースとなった香港マイルでは騎乗予定だった福永祐一が香港スプリントで落馬負傷したためクリストフ・スミヨンに乗り替わり、レースでは中団のやや後方追走から直線で懸命に追い上げるも5着に終わった。
12月15日に香港から帰国。12月22日付で競走馬登録を抹消された。

## 競走成績
以下の内容は、netkeiba.comおよび香港ジョッキークラブの情報に基づく。
| 競走日     | 競馬場 | 競走名        | 格       | 距離（馬場）   | 頭 数 | 枠 番 | 馬 番 | オッズ （人気） | 着順 | タイム （上り3F） | 着差  | 騎手        | 斤量 [kg] | 1着馬（2着馬）         | 馬体重 [kg] |
| ---------- | ------ | ------------- | -------- | -------------- | ----- | ----- | ----- | --------------- | ---- | ----------------- | ----- | ----------- | --------- | ---------------------- | ----------- |
| 2017.12.28 | 阪神   | 2歳新馬       |          | 芝1400m（良）  | 14    | 8     | 14    | 001.50（1人）   | 01着 | R1:23.2（35.2）   | -0.0  | 0松若風馬   | 55        | （アモーレジョディー） | 462         |
| 2018.01.13 | 京都   | 3歳500万下    |          | 芝1600m（良）  | 10    | 2     | 2     | 002.90（2人）   | 01着 | R1:37.2（33.8）   | -0.2  | 0岩田康誠   | 56        | （レッドサクヤ）       | 464         |
| 0000.03.24 | 阪神   | 毎日杯        | GIII     | 芝1800m（良）  | 10    | 3     | 3     | 005.10（3人）   | 03着 | R1:46.8（33.6）   | -0.3  | 0岩田康誠   | 56        | ブラストワンピース     | 460         |
| 0000.04.14 | 阪神   | アーリントンC | GIII     | 芝1600m（良）  | 13    | 2     | 2     | 003.50（2人）   | 04着 | R1:33.6（34.7）   | -0.2  | 0岩田康誠   | 56        | タワーオブロンドン     | 454         |
| 0000.06.16 | 阪神   | 小豆島特別    | 1000万下 | 芝1600m（良）  | 9     | 8     | 8     | 001.90（1人）   | 02着 | R1:32.0（33.2）   | -0.0  | 0福永祐一   | 54        | エイシンティンクル     | 460         |
| 0000.07.08 | 中京   | 有松特別      | 1000万下 | 芝1600m（稍）  | 13    | 1     | 1     | 001.50（1人）   | 01着 | R1:34.2（35.2）   | -0.3  | 0福永祐一   | 54        | （クリアザトラック）   | 452         |
| 0000.12.16 | 阪神   | 元町S         | 1600万下 | 芝1600m（良）  | 11    | 3     | 3     | 001.80（1人）   | 01着 | R1:34.6（33.2）   | -0.5  | 0福永祐一   | 56        | （メサルティム）       | 460         |
| 2019.02.03 | 東京   | 東京新聞杯    | GIII     | 芝1600m（良）  | 15    | 2     | 2     | 002.70（1人）   | 01着 | R1:31.9（33.5）   | -0.1  | 0福永祐一   | 56        | （レッドオルガ）       | 460         |
| 0000.04.21 | 京都   | マイラーズC   | GII      | 芝1600m（良）  | 10    | 3     | 3     | 004.70（2人）   | 04着 | R1:32.8（32.1）   | -0.2  | 0福永祐一   | 56        | ダノンプレミアム       | 470         |
| 0000.06.02 | 東京   | 安田記念      | GI       | 芝1600m（良）  | 16    | 3     | 5     | 019.20（4人）   | 01着 | R1:30.9（32.9）   | -0.0  | 0福永祐一   | 58        | （アエロリット）       | 470         |
| 0000.10.06 | 東京   | 毎日王冠      | GII      | 芝1800m（良）  | 10    | 4     | 4     | 005.00（3人）   | 03着 | R1:44.8（34.4）   | -0.4  | 0福永祐一   | 58        | ダノンキングリー       | 476         |
| 0000.11.17 | 京都   | マイルCS      | GI       | 芝1600m（良）  | 17    | 3     | 5     | 006.40（3人）   | 01着 | R1:33.0（33.9）   | -0.2  | 0池添謙一   | 57        | （ダノンプレミアム）   | 472         |
| 0000.12.08 | 沙田   | 香港マイル    | G1       | 芝1600ｍ（良） | 10    | 3     | 2     | 002.90（1人）   | 07着 | R1:33.78          | -0.53 | 0D.レーン   | 57        | Admire Mars            | 462         |
| 2020.03.01 | 中山   | 中山記念      | GII      | 芝1800m（良）  | 9     | 1     | 1     | 005.40（4人）   | 04着 | R1:46.7（34.1）   | -0.4  | 0福永祐一   | 58        | ダノンキングリー       | 478         |
| 0000.04.26 | 京都   | マイラーズC   | GII      | 芝1600m（良）  | 11    | 1     | 1     | 001.60（1人）   | 01着 | R1:32.4（33.0）   | -0.3  | 0福永祐一   | 58        | (ベステンダンク)       | 476         |
| 0000.06.07 | 東京   | 安田記念      | GI       | 芝1600m（稍）  | 14    | 4     | 6     | 007.00（2人）   | 03着 | R1:32.1（34.1）   | -0.5  | 0福永祐一   | 58        | グランアレグリア       | 480         |
| 0000.11.22 | 阪神   | マイルCS      | GI       | 芝1600m（良）  | 17    | 4     | 8     | 008.80（3人）   | 02着 | R1:32.1（33.2）   | -0.1  | 0福永祐一   | 57        | グランアレグリア       | 472         |
| 0000.12.26 | 阪神   | 阪神C         | GII      | 芝1400m（良）  | 16    | 6     | 12    | 001.50（1人）   | 03着 | R1:20.1（34.0）   | -0.4  | 0福永祐一   | 57        | ダノンファンタジー     | 482         |
| 2021.02.28 | 阪神   | 阪急杯        | GIII     | 芝1400m（良）  | 17    | 5     | 10    | 003.50（3人）   | 04着 | R1:19.6（33.8）   | -0.4  | 0福永祐一   | 57        | レシステンシア         | 484         |
| 0000.03.28 | 中京   | 高松宮記念    | GI       | 芝1200m（重）  | 18    | 5     | 9     | 006.30（3人）   | 03着 | R1:09.3（34.5）   | -0.1  | 0福永祐一   | 57        | ダノンスマッシュ       | 478         |
| 0000.06.06 | 東京   | 安田記念      | GI       | 芝1600m（良）  | 14    | 4     | 6     | 007.00（2人）   | 04着 | R1:31.9（33.5）   | -0.2  | 0福永祐一   | 58        | ダノンキングリー       | 484         |
| 0000.11.21 | 阪神   | マイルCS      | GI       | 芝1600m（良）  | 16    | 4     | 7     | 016.70（6人）   | 04着 | R1:32.8（33.2）   | -0.2  | 0福永祐一   | 57        | グランアレグリア       | 484         |
| 0000.12.12 | 沙田   | 香港マイル    | G1       | 芝1600m（良）  | 11    | 6     | 3     | 018.00（4人）   | 05着 | R1:34.31          | -0.45 | 0C.スミヨン | 57        | Golden Sixty           | 484         |

- 香港のオッズ・人気は香港ジョッキークラブのもの。

## 種牡馬成績
2022年より北海道新冠町の優駿スタリオンステーションで種牡馬として繋養される。

## 血統表
| インディチャンプの血統        | インディチャンプの血統                               | インディチャンプの血統     | （血統表の出典）           | （血統表の出典）  |
| 父系                          | サンデーサイレンス系                                 | サンデーサイレンス系       | サンデーサイレンス系       | [ § 2 ]           |
| 父 ステイゴールド 1994 黒鹿毛 | 父の父*サンデーサイレンス Sunday Silence 1986 青鹿毛 | Halo                       | Hail to Reason             | Hail to Reason    |
| 父 ステイゴールド 1994 黒鹿毛 | 父の父*サンデーサイレンス Sunday Silence 1986 青鹿毛 | Halo                       | Cosmah                     |                   |
| 父 ステイゴールド 1994 黒鹿毛 | 父の父*サンデーサイレンス Sunday Silence 1986 青鹿毛 | Wishing Well               | Understanding              | Understanding     |
| 父 ステイゴールド 1994 黒鹿毛 | 父の父*サンデーサイレンス Sunday Silence 1986 青鹿毛 | Wishing Well               | Mountain Fiower            |                   |
| 父 ステイゴールド 1994 黒鹿毛 | 父の母ゴールデンサッシュ 1988 栗毛                   | *ディクタス                | Sanctus                    | Sanctus           |
| 父 ステイゴールド 1994 黒鹿毛 | 父の母ゴールデンサッシュ 1988 栗毛                   | *ディクタス                | Dronic                     |                   |
| 父 ステイゴールド 1994 黒鹿毛 | 父の母ゴールデンサッシュ 1988 栗毛                   | ダイナサッシュ             | *ノーザンテースト          | *ノーザンテースト |
| 父 ステイゴールド 1994 黒鹿毛 | 父の母ゴールデンサッシュ 1988 栗毛                   | ダイナサッシュ             | *ロイヤルサッシュ          |                   |
| 母 ウィルパワー 2007 鹿毛     | 母の父キングカメハメハ 2001 鹿毛                     | Kingmambo                  | Mr. Prospector             | Mr. Prospector    |
| 母 ウィルパワー 2007 鹿毛     | 母の父キングカメハメハ 2001 鹿毛                     | Kingmambo                  | Miesque                    |                   |
| 母 ウィルパワー 2007 鹿毛     | 母の父キングカメハメハ 2001 鹿毛                     | *マンファス                | *ラストタイクーン          | *ラストタイクーン |
| 母 ウィルパワー 2007 鹿毛     | 母の父キングカメハメハ 2001 鹿毛                     | *マンファス                | Pilot Bird                 |                   |
| 母 ウィルパワー 2007 鹿毛     | 母の母*トキオリアリティー 1994 栗毛                  | Meadowlake                 | Hold Your Peace            | Hold Your Peace   |
| 母 ウィルパワー 2007 鹿毛     | 母の母*トキオリアリティー 1994 栗毛                  | Meadowlake                 | Suspicious Native          |                   |
| 母 ウィルパワー 2007 鹿毛     | 母の母*トキオリアリティー 1994 栗毛                  | What a Reality             | In Reality                 | In Reality        |
| 母 ウィルパワー 2007 鹿毛     | 母の母*トキオリアリティー 1994 栗毛                  | What a Reality             | What Will Be               |                   |
| 母系(F-No.)                   | (FN:3-l)                                             | (FN:3-l)                   | (FN:3-l)                   | [ § 3 ]           |
| 5代内の近親交配               | Raise a Native 5×5（母内）                           | Raise a Native 5×5（母内） | Raise a Native 5×5（母内） | [ § 4 ]           |
| 出典                          | 1. 2. 3. 4.                                          | 1. 2. 3. 4.                | 1. 2. 3. 4.                | 1. 2. 3. 4.       |

- 母母トキオリアリティーの産駒には安田記念とジョージライダーステークス勝ちのリアルインパクト（父ディープインパクト）、クイーンエリザベス2世カップ勝ちのネオリアリズム（父ネオユニヴァース）のGI馬2頭とオーシャンステークス勝ちのアイルラヴァゲイン（父エルコンドルパサー）がいる[43]。
- 母ウィルパワーは中央で4勝。1200mで2勝、1400mで2勝と短距離で好成績を挙げた[44]。
- 半妹アウィルアウェイ（父ジャスタウェイ）はシルクロードステークスの優勝馬[43]。